# Protarchus magnus
Protarchus magnus är en stekelart som först beskrevs av Davis 1897.  Protarchus magnus ingår i släktet Protarchus och familjen brokparasitsteklar. Inga underarter finns listade i Catalogue of Life.